# Grand Prix Formule 1 van San Marino 1998
De Grand Prix Formule 1 van San Marino 1998 werd gehouden op 26 april 1998 in Imola.

## Verslag
Na een minder goede Grand Prix van Argentinië zette McLaren opnieuw de puntjes op de i tijdens de kwalificatie: David Coulthard pakte de pole-position voor Mika Häkkinen. Michael Schumacher en Eddie Irvine kwalificeerden zich als derde en vierde. Net als Tyrrell, Jordan en Sauber had Ferrari X-Wings op haar wagen staan. Deze werden de dag na de Grand Prix omwille van veiligheidsredenen verboden door de FIA.
Coulthard leidde de race van start tot finish. Bij de start was Schumacher voorbij Häkkinen gegaan, achter hem was ook Irvine voorbijgegaan door Jacques Villeneuve in de Williams. In de 17de ronde moest Häkkinen opgeven met versnellingsbakproblemen. Coulthard bleef aan de leiding rijden, maar verloor toch een groot deel van zijn voorsprong aan Schumacher omwille van problemen met de koeling van de motor. Dit werd veroorzaakt doordat er brokstukken in zijn sidepod waren terechtgekomen. Dankzij de telemetrie werd Coulthard permanent op de hoogte gehouden over de staat van zijn wagen en wist hij Schumacher toch nog voor te blijven. Irvine behaalde de derde plaats, met de beide Williams-rijders Villeneuve en Heinz-Harald Frentzen achter zich.

## Uitslag
| Positie | Nr | Rijder                | Team                | Ronden | Tijd/Opgave     | Startplaats | Punten |
| ------- | -- | --------------------- | ------------------- | ------ | --------------- | ----------- | ------ |
| 1       | 7  | David Coulthard       | McLaren-Mercedes    | 62     | 1'34:25.4       | 1           | 10     |
| 2       | 3  | Michael Schumacher    | Ferrari             | 62     | +4.554          | 3           | 6      |
| 3       | 4  | Eddie Irvine          | Ferrari             | 62     | +51.775         | 4           | 4      |
| 4       | 1  | Jacques Villeneuve    | Williams-Mecachrome | 62     | +54.59          | 6           | 3      |
| 5       | 2  | Heinz-Harald Frentzen | Williams-Mecachrome | 62     | +1:17.476       | 8           | 2      |
| 6       | 14 | Jean Alesi            | Sauber-Petronas     | 61     | +1 ronde        | 12          | 1      |
| 7       | 10 | Ralf Schumacher       | Jordan-Mugen-Honda  | 60     | +2 rondes       | 9           |        |
| 8       | 23 | Esteban Tuero         | Minardi-Ford        | 60     | +2 rondes       | 19          |        |
| 9       | 17 | Mika Salo             | Arrows              | 60     | +2 rondes       | 14          |        |
| 10      | 9  | Damon Hill            | Jordan-Mugen-Honda  | 57     | Hydrauliek      | 7           |        |
| 11      | 11 | Olivier Panis         | Prost-Peugeot       | 56     | Motor           | 13          |        |
| NF      | 20 | Ricardo Rosset        | Tyrrell-Ford        | 48     | Motor           | 22          |        |
| NF      | 21 | Toranosuke Takagi     | Tyrrell-Ford        | 40     | Motor           | 15          |        |
| NF      | 12 | Jarno Trulli          | Prost-Peugeot       | 34     | Gasklep         | 16          |        |
| NF      | 22 | Shinji Nakano         | Minardi-Ford        | 27     | Motor           | 21          |        |
| NF      | 16 | Pedro Diniz           | Arrows              | 18     | Motor           | 18          |        |
| NF      | 8  | Mika Häkkinen         | McLaren-Mercedes    | 17     | Versnellingsbak | 2           |        |
| NF      | 5  | Giancarlo Fisichella  | Benetton-Playlife   | 17     | Gespind         | 10          |        |
| NF      | 6  | Alexander Wurz        | Benetton-Playlife   | 17     | Motor           | 5           |        |
| NF      | 15 | Johnny Herbert        | Sauber-Petronas     | 12     | Lekke band      | 11          |        |
| NF      | 19 | Jan Magnussen         | Stewart-Ford        | 8      | Versnellingsbak | 20          |        |
| NF      | 18 | Rubens Barrichello    | Stewart-Ford        | 0      | Gespind         | 17          |        |

## Statistieken
| Pole-position | David Coulthard    | McLaren-Mercedes | 1:25.973 |
| Snelste ronde | Michael Schumacher | Ferrari          | 1:29.345 |

## Noot
- Dit was de honderdste Grand Prix-start voor Mika Häkkinen. Hiermee was Häkkinen de 41ste coureur die minstens 100 Grands Prix had gereden.

1981 · 1982 · 1983 · 1984 · 1985 · 1986 · 1987 · 1988 · 1989 · 1990 · 1991 · 1992 · 1993 · 1994 · 1995 · 1996 · 1997 · 1998 · 1999 · 2000 · 2001 · 2002 · 2003 · 2004 · 2005 · 2006